# Escocia en la Copa Mundial de Rugby de 1999
El XV del Cardo fue una de las 20 naciones participantes de la Copa Mundial de Rugby de 1999, que se realizó en Gales (Reino Unido).
En la cuarta participación escocesa, primera de la era profesional, la selección llegó campeona del último Torneo de las Cinco Naciones y debido a la sede: pudo jugar todos los partidos en su estadio Murrayfield. No obstante, su nivel fue poco ante los reinantes campeones sudafricanos y los subcampeones neozelandeses.

## Plantel

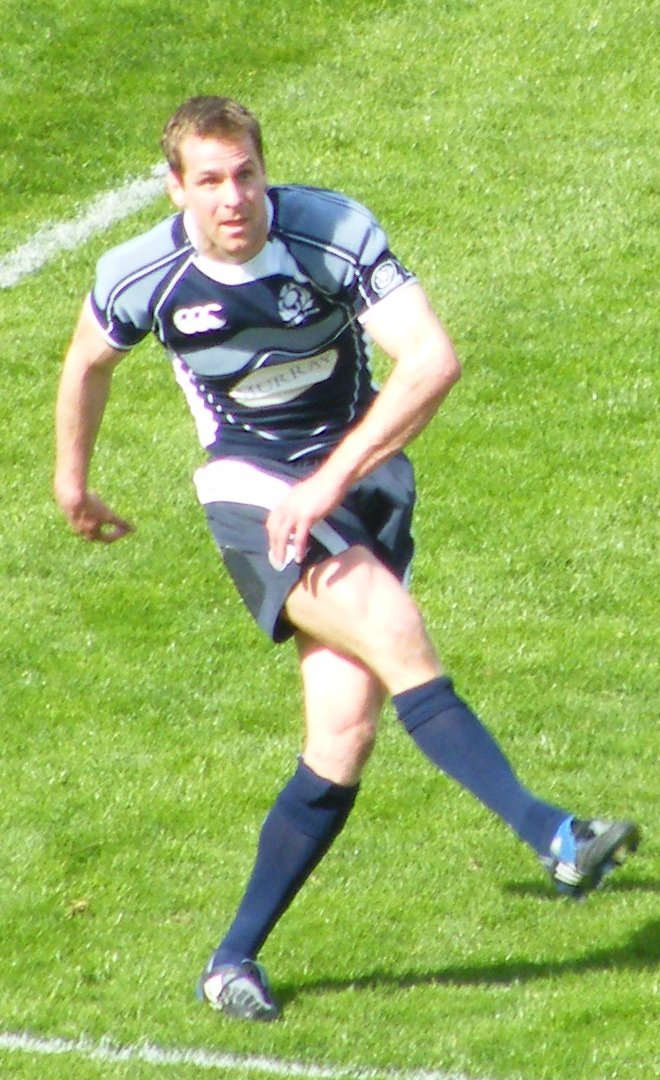
Fue el primer mundial de la estrella Paterson.

Telfer (59 años) fue el entrenador en jefe, siendo su segundo mundial y de forma consecutiva.
Los partidos de prueba son hasta antes del inicio del mundial y las edades corresponden al último partido de Escocia, el 24 de octubre de 1999.
|                        | Jugador         | Edad    | Posición      | Pruebas | Equipo                        |
| ---------------------- | --------------- | ------- | ------------- | ------- | ----------------------------- |
| Hookers y Pilares      |                 |         |               |         |                               |
| 2                      | Gordon Bulloch  | 24 años | Hooker        | 15      | Glasgow Warriors              |
|                        | Paul Burnell    | 34 años | Pilar         | 49      | London Scottish FC            |
| 3                      | George Graham   | 33 años | Pilar         | 8       | Newcastle Falcons             |
|                        | Dave Hilton     | 29 años | Pilar         | 35      | Glasgow Warriors              |
|                        | Robbie Russell  | 23 años | Hooker        | 1       | Saracens                      |
| 1                      | Tom Smith       | 27 años | Pilar         | 10      | Club Athlétique Brive-Corrèze |
| Segundas líneas        |                 |         |               |         |                               |
|                        | Stuart Grimes   | 25 años | Segunda línea | 15      | Newcastle Falcons             |
| 4                      | Scott Murray    | 23 años | Segunda línea | 14      | Saracens                      |
|                        | Andy Reed       | 30 años | Segunda línea | 17      | Wasps RFC                     |
| 5                      | Doddie Weir     | 29 años | Segunda línea | 54      | Newcastle Falcons             |
| Alas y Octavos         |                 |         |               |         |                               |
| 6                      | Martin Leslie   | 27 años | Ala           | 7       | Edinburgh Rugby               |
|                        | Cameron Mather  | 26 años | Octavo        | 1       | Edinburgh Rugby               |
| 7                      | Budge Pountney  | 25 años | Ala           | 7       | Northampton Saints            |
|                        | Stuart Reid     | 29 años | Ala           | 3       | Racing Club Narbonnais        |
| 8                      | Gordon Simpson  | 28 años | Octavo        | 4       | Glasgow Warriors              |
|                        | Peter Walton    | 30 años | Ala           | 20      | Newcastle Falcons             |
| Medios scrums          |                 |         |               |         |                               |
| 9                      | Gary Armstrong  | 33 años | Medio scrum   | 42      | Newcastle Falcons             |
|                        | Iain Fairley    | 26 años | Medio scrum   | 2       | Kelso RFC                     |
|                        | Bryan Redpath   | 28 años | Medio scrum   | 29      | Racing Club Narbonnais        |
| Aperturas y Centros    |                 |         |               |         |                               |
|                        | Duncan Hodge    | 25 años | Apertura      | 8       | Edinburgh Rugby               |
|                        | John Leslie     | 28 años | Centro        | 6       | Newcastle Falcons             |
| 12                     | Jamie Mayer     | 22 años | Centro        | 1       | Bristol Bears                 |
|                        | James McLaren   | 27 años | Centro        | 2       | Club Sportif Bourgoin-Jallieu |
| 13                     | Alan Tait       | 35 años | Centro        | 24      | Edinburgh Rugby               |
| 10                     | Gregor Townsend | 26 años | Apertura      | 41      | Club Athlétique Brive-Corrèze |
| Fullbacks y Wings      |                 |         |               |         |                               |
| 11                     | Kenny Logan     | 27 años | Wing          | 41      | Wasps RFC                     |
|                        | Shaun Longstaff | 27 años | Wing          | 10      | Glasgow Warriors              |
| 15                     | Glenn Metcalfe  | 29 años | Fullback      | 9       | Glasgow Warriors              |
| 14                     | Cameron Murray  | 24 años | Wing          | 11      | Edinburgh Rugby               |
|                        | Chris Paterson  | 21 años | Fullback      | 0       | Edinburgh Rugby               |
| Entrenador: Jim Telfer |                 |         |               |         |                               |

## Participación

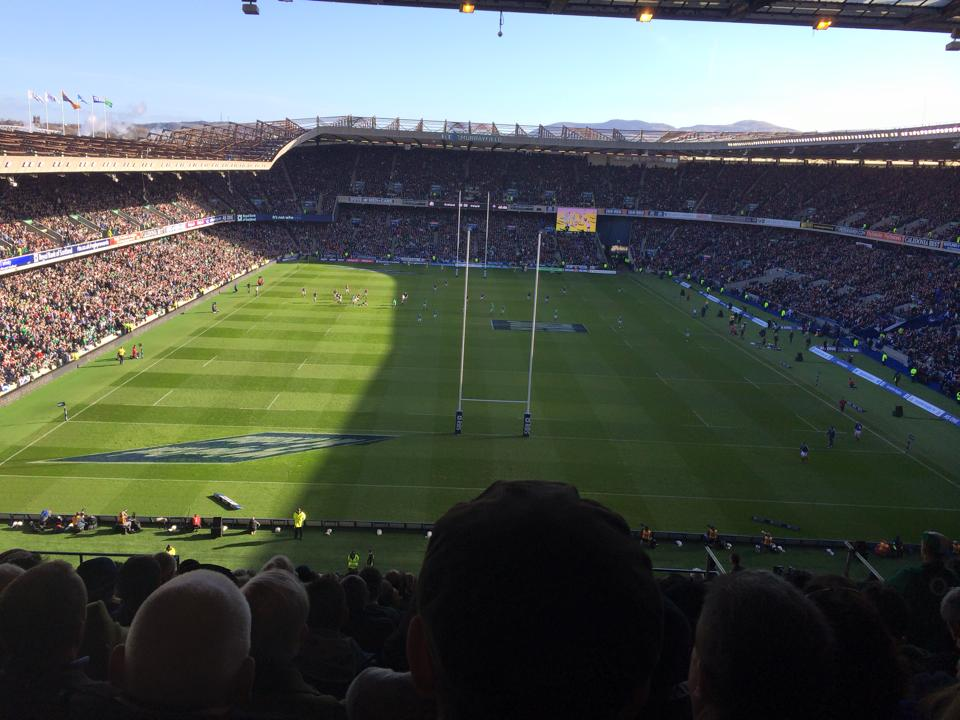
Escocia jugó de local, en su Estadio Murrayfield.

Escocia integró el grupo A con los Springboks, campeones reinantes y favoritos al título, y las debutantes: España y Uruguay.
La prueba ante Sudáfrica definía la clasificación directa y el técnico Nick Mallett formó a: Os du Randt, el talentoso Mark Andrews, André Venter, el capitán Joost van der Westhuizen, Jannie de Beer y la estrella Percy Montgomery. En un muy entretenido partido donde la ventaja cambió de manos seis veces, los africanos vencieron 29–46.

### Eliminatoria
El sorteo la emparejó frente a la dura Samoa del entrenador neozelandés Bryan Williams, quien alineó: Brendan Reidy, Lio Falaniko, la estrella Pat Lam, Steven So'oialo, el exAll Black Stephen Bachop y Brian Lima. El ganador del cruce jugaría contra Nueva Zelanda y los británicos ganaron 35–20, forzando con mucho juego de forwards y anotando cinco penales.

### Fase final
Los cuartos los cruzó ante los All Blacks, repitiendo el duelo de Sudáfrica 1995, del entrenador John Hart y quien diagramó: Craig Dowd, Robin Brooke, el capitán Taine Randell, Byron Kelleher, Christian Cullen y la leyenda Jonah Lomu. Escocia luchó intensamente bajo una lluvia torrencial, pero los de negro marcaron cuatro tries y triunfaron gracias a su poderosa defensa.